# 王賡

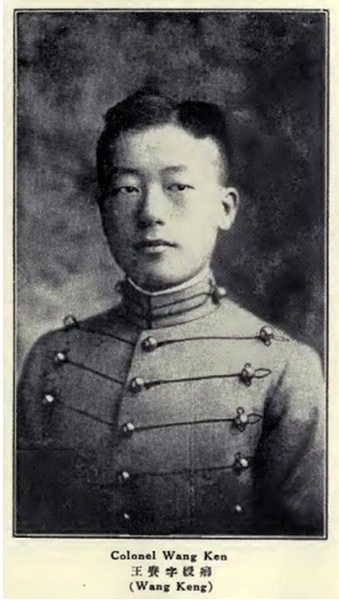
陸軍少將王賡

王賡（1895年5月15日—1942年4月），字受慶，亦作綬卿，男，江蘇無錫人，中華民國陸軍少將。官至國民政府兵工署昆明辦事處長。親孔宋系。

## 生平
官宦子弟，家道衰落，入读北京安定中学。1911年畢業於北京清華留美预备学校，同年赴美留學，第一年就讀於美國密西根大學，次年轉學至哥倫比亞大學，一年後又轉學至普林斯頓大學。1915年獲得普林斯頓大學文學學士。同年夏季進入西點軍校。1918年以第12名成績畢業西點軍校（当时全年级137名学生）；在校期間因英文娴熟，成為西點軍校"Howitzer"年刊編輯委員會成員。
1918年回中國，供职于北洋政府陆军部任航空局委员。1919年1月随全权代表陆徵祥赴巴黎，和梁上栋任中國出席巴黎和會代表团上校武官。
1921年10月22日，王赓与陆小曼在北京海军联欢社举行婚礼，場面浩大。
1921年为陆军上校，任教北京大學。王賡婚後與小曼生活格格不入。王賡辦事認真負責，為準備授課經常埋頭研究。陸小曼生性風流，三天兩頭到外頭遊樂。於是王賡認為陸小曼沒有盡到一個妻子的責任，陸小曼則認為王賡不夠體貼。
1923年應西點軍校學長溫應星之邀到中東鐵路警衛工作，1923年任北洋政府交通部护路军少将副司令。1924年底任哈尔滨市警厅厅长。后任孙传芳的五省联军总部参谋长，敌前炮兵司令，铁甲车司令等等军职。
1925年王賡的好友徐志摩在北京認識了陸小曼。王賡因事務繁忙，經常沒有時間照顧小曼，所以他常叫志摩陪小曼去玩。在這段時間裏，徐志摩有更多與陸小曼接觸的機會，於是徐志摩開始追求陸小曼。
1925年7月，王赓应孙传芳之邀，到南京担任督办浙江军务善后事宜公署高级参谋。1925年9月与陆小曼在上海办理离婚手续。1925年10月孙传芳自任浙苏闽皖赣五省联军总司令，王赓辞去高级参谋职务。1926年10月3日，陆小曼与著名诗人徐志摩结婚。
1928年4月，任新桂系的国民革命军第四集团军（总司令李宗仁，前敌总指挥白崇禧）前敌总指挥部炮兵指挥官及铁甲车队司令，参与二次北伐。1929年1月任编遣委员会编组部设计处副处长，后改任淮北盐务缉私局局长。
1931年接替温应星出任财政部长宋子文的税警总团第二任中将总团长。1931年12月26日，国民政府任命王赓为国民政府警卫军第二师（师长俞济时）独立旅旅长，该旅是由税警总团改编。1932年1月11日，国民政府任命俞济时为陆军第八十八师师长，王赓的独立旅改为第八十八师独立旅，其旅部及教导团驻扎在嘉兴。后奉命率部到上海参加一二八抗战。
1932年一二八事變时，税警总团与十九路军协同对日作战，王庚在二月底只身进上海公共租界去找其朋友、美国驻上海武官坎宁安，进租界后在英国礼查饭店的厨房间被巡逻的日本陆战队扣留，後经租界的国际调停当局交涉三天后放回。当时日本宪兵在其隨身携带的军事作战地图，泄露了十九路军的作战部署，日军利用该情报在浏河登入，粉碎了十九路军的上海抗战。十九路军认为是王賡向日本人出卖了军事情报，将其押往南京宪兵司令部，史稱「王賡事件」(Ken Wang Incident)。宪兵司令部无法处理，将其转叫军政部军法司，而后王赓被军法处判了两年六个月的有期徒刑。
国民政府1932年第一四二期《军政公报》刊载“中华民国贰十一年陆月卅日”（1932年6月30日）《军政部（军法处）判决书》：
“被告王赓充陆军第八十八师独立旅旅长，本年二月初，奉调率部来沪参加抗日战役。除所部第二团调在江湾附近，归蔡军长直接指挥作战外，余部及宪兵团均奉第十九路总指挥（蒋光鼐）命令，由被告指挥担任警戒南市龙华北新泾之线，并死守南市，其旅部则驻漕河泾。至同月二十七日被告接财政部宋部长电话，令赴上海法租界谈话。未报得第十九路总指挥及蔡军长许可，即行离职前往，旋又乘便往美国领事馆访友。行经礼查饭店附近，致被日本警察拘捕，嗣经提案讯办”“未经报得直接指挥作战之军事长官许可，即行离去职役”“惟查沪战开始以来，敌军对被告所警戒南市一带之线，迄无军事行动，即碇泊黄浦江之敌舰，对于南市一带并无炮击或登陆行为，则南市一带只可认作戒严地域，尚难谓为敌前。又被告于二月二十七日上午赴沪当日即被日本警察拘捕，其离去职役期间尚未超过三日。自应以在戒严地域无故离去职役未遂论处，以昭平允”“处有期徒刑贰年陆月”。
《文史资料选辑》第二十二辑发表沈醉文章《我所知道的戴笠》中称：“在‘一·二八’上海战争期间，便有一个旅长王赓和死去了的名诗人徐志摩的夫人陆小曼闹恋爱，陆当时为上海的红舞女，王追求陆挥金如土，最后因无钱可花，而带着地图去投日本人。” 陆小曼写《关于王赓》予以驳斥，文章刊发在1962年《文史资料选辑》第三十辑。
1937年王庚在香港與廣東人陳劍趣再婚，生一子一女，之前被过继来的侄子，也被送还给了三妹身边。子名王興安，1949後留滯大陸，女名王盛宏，1963於台大護理系畢業。
抗战初期任國民政府兵工署昆明辦事處長，專責補給抗戰後方物資。1942年被任命為赴美軍事代表團團員，途中腎疾復發，4月於開羅逝世。北非盟軍協助葬於開羅市郊英軍公墓，享年四十七歲。

## 家族
王賡其家世代顯貴，至王賡時家道中落，於是王賡少年“棄絕一切嗜好，立志苦讀”。祖父王谷生系浙江湖州知府，浙江總兵，顯赫一時。父親王甄如，生有六子三女，王賡為長子，四弟王兼士，女兒淑敏嫁第二任臺北市市長游彌堅。

## 旧居
王氏祖遺嘉樂堂，位於無錫東城門小河上小婁巷，宅大院深，大門六扇，朝南臨河，三級台階。大門前有照牆，東西開闊五十餘尺，有前後門廳、小廳、大廳、楠木廳、主樓、倉廳、後花園、舍屋等九進。